# Testimony (film, 1987)
Pour les articles homonymes, voir Testimony.
Pour plus de détails, voir Fiche technique et Distribution.
Testimony (Testimony: The Story of Shostakovich) est un film biographique britannique réalisé par Tony Palmer, sorti en 1987.

## Synopsis
La vie du compositeur soviétique Dmitri Chostakovitch (1906-1975).

## Fiche technique
- Titre français : Testimony
- Titre original anglais : Testimony: The Story of Shostakovich
- Titre allemand : Zeugenaussage - Aus dem Leben des Dimitri Schostakowitsch
- Réalisateur : Tony Palmer
- Scénario : Tony Palmer et David Rudkin, d'après le livre controversé Testimony (livre) (en) (Свидетельство), publié en 1979 par Solomon Volkov (dans une traduction en anglais), et présenté comme les Mémoires de Dmitri Chostakovitch
- Musique : Dmitri Chostakovitch (extraits d'œuvres diverses), interprétée par l'orchestre philharmonique de Londres, direction Rudolf Barshaï
- Musique additionnelle : Zeljko Marasovich
- Photographie : Nicholas D. Knowland
- Montage : Tony Palmer
- Costumes : John Hibbs
- Décors : Tony Palmer
- Direction artistique : Chris Bradley, Chris Browning (en) et Paul Templeman
- Production : Tony Palmer, pour Isolde Films
- Société de production : Isolde Films, Mandemar Group, NOS, Danmarks Radio, Sveriges Television et Channel Four Films
- Pays :  Pays-Bas,  Royaume-Uni,  Danemark,  Allemagne de l'Ouest et  Suède
- Genre : Film biographique, drame et film musical
- Durée : 157 minutes
- Format : Noir et blanc / Couleur (en Panavision)
- Dates de sorties : 
  - Royaume-Uni : 1987

## Distribution
| - Ben Kingsley : Dmitri Chostakovitch - Sherry Baines : Nina Varzar / Chostakovitch (sa première épouse) - Magdalen Asquith : Galia Chostakovitch (sa fille) - Mark Asquith : Maxime Chostakovitch (son fils) - Terence Rigby : Joseph Staline - Ronald Pickup : Mikhaïl Toukhatchevski - John Shrapnel : Andreï Jdanov - Robert Reynolds : Brutus - Vernon Dobtcheff : Gargolovski - Colin Hurst : Le secrétaire de Staline - Joyce Grundy : La mère de Staline - Mark Thrippleton : Le jeune Staline - Liza Goddard : L'humaniste anglaise - Peter Woodthorpe : Alexandre Glazounov - Robert Stephens : Vsevolod Meyerhold - William Squire : Aram Khatchatourian - Murray Melvin : Le monteur - Robert Urquhart : Le journaliste - Christopher Bramwell : Vania - Brook Williams : H. G. Wells - Marita Phillips : Mme Lupinskaïa - Frank Carson : Le gros homme au carnaval - Chris Barrie : L'homme maigre au carnaval | - Mitzi Mueller : La nonne - Tracey Spence : Marina Tsvetaïeva - Dorota Kwiatkowska : Anna Akhmatova - Ed Bishop : Le commentateur américain - Andrew Brittain : Nikolaï Malko - Curly Carter : Le borgne - Rosemary Chamney : La concierge - Jane Cox : La veuve - Chris D'Bray : Dorian Gray - Val Elliott : L'instituteur français - Peter Faulkner : Vladimir Maïakovski - Margaret Fingerhut : La femme chrétienne - Nicholas Fry : Maxime Chostakovitch (à 37 ans) - Igor Gridneff : L'aveugle - Rodney Litchfield : Sherlock Holmes - Van Martin : L'humaniste allemand - Bronco McLoughlin : Le cosaque - Rowena Parr : Galia Chostakovitch (à 39 ans) - David Sharpe : Ossip Mandelstam - Julian Stanley : André Gide |